# Dewoitine D.371
Dewoitine 37 je bil prvi francosko grajeni enokrilni lovec iz 30. let 20. stoletja.
D.37 je bilo enosedežno letalo v običajni konfiguraciji. Imelo je fiksno podvozje, za zadnje kolo je bila uporabljena sanka. Odprt kokpit je bil rahlo zamaknjen za enojnim krilom, ki je slonelo na distančnikih nad trupom. Radialni motor je omogočal širok kokpit in lupino. 

## Konstrukcija
Letalo je zasnovalo podjetje SAF Avions Dewoitine, toda zaradi njegove preobremenjenosti je bila izgradnja prenesena na Liore et Olivier. Letalo je visokokrilni monoplan kovinske konstrukcije . Prvi prototip je poletel oktobra 1931, toda testiranje je povzročilo potrebo po večkratnih izboljšavah pogonskega sklopa in letalske konstrukcije. Febrauarja 1934 je poletel drugi prototip. Francoska vlada je zaradi njegove uspešnosti naročila 28, litovska vlada pa 14 primerkov. Ti so v litovskem vojnem letalstvu služili do leta 1936, ko so bili prodani španski republikanski vladi.

## Operativna zgodovina
Kljub visoki hitrosti za čas njegovega razvoja, Litovcev ta zasnova ni navdušila. Ob izvozu leta 1935 je bila ta celo zavrnjena. Njegov največji konkurent je bil podobni poljski PZL P.24, vendar z boljšo hitrostjo in obrožitvijo. Leta 1936 je bilo z začetkom španske državljanske vojne Španski republiki prodani 12 ali 14 primerkov letal. Ti so sestavljali skrivoma sestavljeno eskadrilijo España. Letala so bila neoborožena zaradi nevtralnosti francoske vlade. 
Po pogajanjih s francosko vlado avgusta istega leta so v Barcelono prispeli trije popolnoma oboroženi D.371. Pilotirali so jih M. Poulain, R. Halotier in H. Rozés. Ti so bombardirali sedež generala Juana Yagueja v Toledeu. Uspešno se branili tudi pred protinapadom 6 nemških dvokrilnih lovcev Heinkel He 51Eskadrilija je delovala do prihoda modernih I-15 in I-16, potem so ta tri letala uporabljali v šolske namene usposabljanja pilotov. Ti so se kasneje pojavili v 71. lovski skupini, kjer ga je pilotiral slovenski prostovoljni pilot Josip Križaj. Vsi primerki, ki so ostali v Španiji, so bili uničeni v bombnem napadu na letališče Bañolas.

## Izvedbe
D.37 (D.370)
Prototip, izdelan s strani Lioré-et-Olivier. Poganja ga 550 kW 14 valjni dvovrstni radialni motor Gnome-Rhone 14Kds
D.371
Je prva serijska različica za francosko vojno letalstvo. Opremljena je z zavorami in dvema 7.5 mm MAC 1934 strojnicama na krilih. Žene ga 690 kW Gnome-Rhone 14Kfs. Prvič je poletel marca 1934.
D.372
Različica brez kolesnih zavor, toda z istim motorjem kot njegov prednik. Strojnici sta nameščeni v pokrov motorja skupaj z sinhronizatorjem. Nekateri podtipi so imeli dva 20 mm topova. Za litovsko letalstvo je bilo zgrajenih 14 primerkov, ki so bili zelo hitro prodani Španski republiki.
D.373
Mornariška različica za Aeronavale v 19 primerkih. Poganja ga 660 kW Gnome-Rhone 14Kfs, oborožen je s štirimi strojnicami MAC 1934.
D.376
Različica za Aeronavale z zložljivimi krili v 25 primerkih. 
 Francija
- Armée de l'Air
- Aeronavale

 Spain
- Špansko republikansko letalstvo [3]

## Specifikacije D.371
Splošne značilnosti
- Posadka: 1
- Dolžina: 744 m (2.440 ft 11 in)
- Razpon kril: 1.179 m (3.868 ft 1 in)
- Višina: 319 m (1.046 ft 7 in)
- Površina kril: 1.782 m2 (19.180 sq ft)
- Teža praznega letala: 1.295 kg (2.855 lb)
- Bruto teža: 1.730 kg (3.814 lb)
- Pogon letala: 1 × Gnôme-Rhône 14Kds 14 cilindrični dvovrstični zračno hlajeni zvezdasti batni motor, 600 kW (800 hp)

Zmogljivost
- Maks. hitrost: 400 km/h (249 mph; 216 kn) at  4.500 m (14.800 ft)
- Višina leta: 11.003 m (36.100 ft)

Oborožitev

- D.371 - 2 × fiksne MAC 1934 strojnice.
- D.372 - 2 × fiksni 7.7 mm (0.303 in) Browning strojnici v trupu, 2 × podobni 7.5 mm (.295 in) Dren strojnici v krilih izvena dosega propelerja
- D.373 - Francoska mornariška izvedba je imela 4 × strojnice kalibra 7.5 mm (.295 in) Darne